# 勝負師
『勝負師（ギャンブラー）』はシャ乱Qの5枚目のアルバム（3枚目のオリジナル・フルアルバム）。1995年11月22日にアリオラジャパン（当時BMGビクター）から発売された。

## 内容
- 前作「劣等感」から1年ぶりの発売。大ヒットシングル「ズルい女」も収録されている。
- 本作のタイトルは元々、「ROBERT」の歌詞にある「倍々ゲーム」にしようと思ったがナインティナインに却下されてしまい、ギャンブルを冠したタイトルという結果となった。
- 本作発売1ヶ月前に発売されたシングル「My Babe 君が眠るまで」は収録されなかった（後に96年発売のシングルコレクション「シングルベスト10★おまけつき★」でアルバム初収録された）。
- ジャケットはヘリコプターをバックに、メンバー全員が会社員の格好をしている。

## 収録曲
1. さんざん言ってんだぜ
作詞:つんく 作曲:しゅう 編曲:シャ乱Q
2. ドラマティックに -'90 Dream-
作詞:まこと 作曲:はたけ 編曲:シャ乱Q
一部の歌詞では、はたけ、しゅうがコーラスで歌っている。
日本テレビ『新装開店!SHOW by ショーバイ2』のエンディングテーマ曲
3. Good-bye ダーリン
作詞:つんく 作曲:はたけ 編曲:シャ乱Q
4. ズルい女
作詞･作曲:つんく 編曲:シャ乱Q(ホーンアレンジ:森宜之)
7thシングル
5. DA DA DA
作詞･作曲:つんく 編曲:シャ乱Q
6. 空を見なよ
作詞:まこと 作曲:はたけ 編曲:シャ乱Q
8thシングル
7. ROBERT
作詞:つんく･まこと 作曲:はたけ 編曲:シャ乱Q
8. 俺のこと愛せないとしても
作詞:まこと 作曲:はたけ 編曲:シャ乱Q
9. SANAFE
作詞:つんく 作曲:たいせー 編曲:シャ乱Q
10. ピエロ
作詞･作曲:つんく 編曲:シャ乱Q
11. 今すぐ逢いたい
作詞:つんく 作曲:はたけ 編曲:シャ乱Q
まことがドラムを激しく叩くところから始まっている。

## ゲストコーラス
- 田仲玲子